# Trygve Schjøtt
Trygve Schjøtt (ur. 5 sierpnia 1882 w Bergen, zm. 18 grudnia 1960 w Kvinnherad) – norweski żeglarz, olimpijczyk, zdobywca złotego medalu w regatach na Letnich Igrzyskach Olimpijskich w 1920 roku w Antwerpii.
Na Letnich Igrzyskach Olimpijskich 1920 zdobył złoto w żeglarskiej klasie 10 metrów (formuła 1919). Załogę jachtu Mosk II tworzyli również Charles Arentz, Willy Gilbert, Robert Giertsen, Arne Sejersted, Halfdan Schjøtt (jego kuzyn) i Otto Falkenberg.